# Mussaurus
Mussaurus là một chi khủng long, được Bonaparte & Vince mô tả khoa học năm 1979.